# Guic
Der Guic (bretonisch Gwig) ist ein Fluss in Frankreich, der in der Region Bretagne verläuft. Er entspringt im Regionalen Naturpark Armorique, im Gemeindegebiet von Botsorhel, entwässert zunächst nach Nordost, dann nach Südost, schlägt zuletzt einen Haken in nördliche Richtung und mündet nach rund 27 Kilometern am nordwestlichen Stadtrand von Belle-Isle-en-Terre, an der Gemeindegrenze zu Plounévez-Moëdec, als linker Nebenfluss in den Léguer. Auf seinem Weg durchquert der Guic die Départements Finistère und Côtes-d’Armor.

## Orte am Fluss
(in Fließreihenfolge)
- Guerlesquin
- Loc-Envel
- Belle-Isle-en-Terre